# Nemegtosaurus
Nemegtosaurus var en tämligen dåligt känd växtätande dinosaurie (sauropoda) som levde i regionen som idag är Mongoliet i slutet av krita för cirka 70 miljoner år sedan. Det var en Titanosauroid som blev uppskattningsvis 13 meter lång. Nemegtosaurus kan ha varit byte för köttätande Tarbosaurus.
Släktets beskrevs med hjälp av ett upphittat kranium, inklusive underkäke.

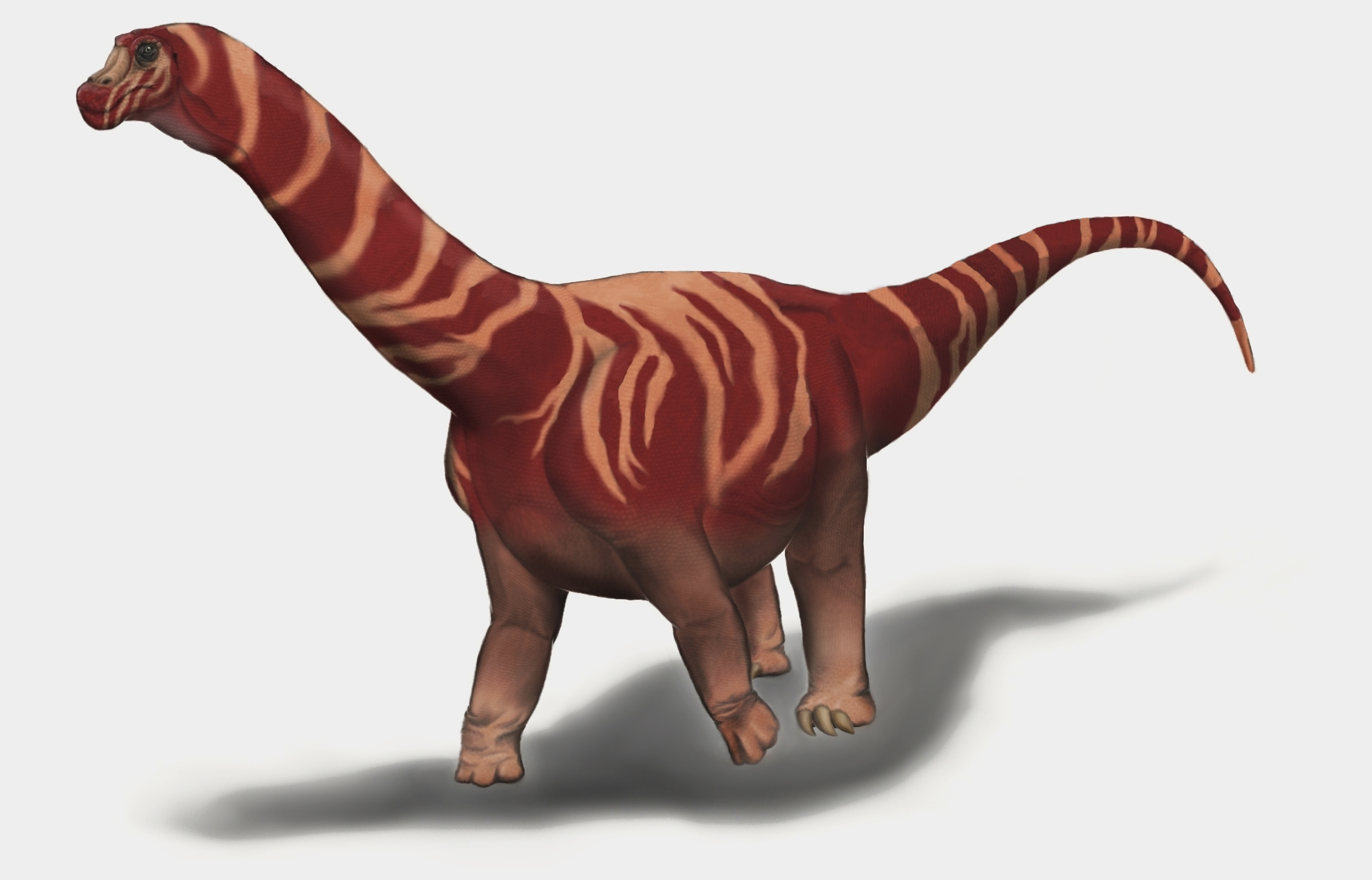
Illustration av Nemegtosaurus.